# Sollacaro
Sollacaro (en cors Suddacarò) és un municipi francès, situat a la regió de Còrsega, al departament de Còrsega del Sud. L'any 1999 tenia 326 habitants.

## Demografia
| 1954 | 1962 | 1968 | 1975 | 1982 | 1990 | 1999 |
| ---- | ---- | ---- | ---- | ---- | ---- | ---- |
| 657  | 411  | 448  | 355  | 290  | 324  | 326  |

## Administració
| Període | Identitat           | Partit | Qualitat |  |
| ------- | ------------------- | ------ | -------- |  |
| 1983-   | Alexandre Mondoloni |        |          |  |